# ПМГ «Нерехта»
Противогаз ПМГ или же «Нерехта» — общевойсковой противогаз. Использовался в Советской армии и ВМФ СССР.  На данный момент его можно встретить в разных школах на уроках ОБЗР.

## История
Противогаз ПМГ (Противогаз Мало Габаритный) был принят на вооружение советской армии в 1963 году. Был первым советским общевойсковым противогазом с малогабаритным фильтром, (до него были противогазы только с крупногабаритными фильтрами, по типу ЕО-14, ЕО-16) и его боковым креплением. Также, возможно из-за места проведения первых испытаний, противогаз получил народное название в честь реки Нерехта, во Владимирской области.

## Конструктивные решения

### Шлем-маска
Крепление для фильтрующе-поглощающей коробки располагается сбоку, сделано это в угоду удобности прицеливания из стрелкового оружия. Очковый узел расположен в одной плоскости, что упрощает использование биноклей и других оптических приборов. Переговорное устройство разборного типа. На шее располагается шейная лямка для более надёжной фиксации маски на голове. От клапана вдоха идут обтекатели к окулярам. На макушке есть два вентиляционных отверстия. Вырезы для ушей отсутствуют.

### ФПК (Фильтрующе-поглощающая коробка)
ФПК ЕО-18к - самый большой малогабаритный советский фильтр. Уголь крупно-гранулированный, старого образца

## Комплектация
В комплект противогаза ПМГ входит:
1. Шлем-маска
2. Фильтрующе-поглощающая коробка (ФПК)
3. Гидрофобный чехол для ФПК
4. Сумка для ношения
5. Запасные мембраны
6. Незапотевающие плёнки.